# Temporada de ciclones no Índico Norte de 2014
A temporada de ciclones no Índico Norte de 2014 foi um evento no ciclo anual de formação de ciclones tropicais. A temporada incluiu duas tempestades ciclônicas muito severas, ambas em outubro, e uma outra chamada tempestade ciclônica, classificada de acordo com a escala de intensidade de ciclone tropical do Departamento Meteorológico da Índia. Estima-se que o ciclone Hudhud tenha causado US$ 3,58 mil milhões em danos em todo o leste da Índia e mais de 120 mortes.
O escopo deste artigo é limitado ao Oceano Índico no Hemisfério Norte, a leste do Chifre da África e a oeste da Península Malaia. Existem dois mares principais no Oceano Índico Norte - o Mar da Arábia a oeste do subcontinente indiano, abreviado como ARB pelo Departamento Meteorológico da Índia (IMD); e o Golfo de Bengala a leste, abreviado BOB pelo IMD. O Centro Meteorológico Regional Especializado oficial nesta bacia é o Departamento Meteorológico da Índia (IMD), enquanto o Joint Typhoon Warning Center divulga avisos não oficiais. Em média, quatro a seis tempestades se formam nesta bacia a cada temporada.

## Resumo da temporada
Sob a influência de uma zona de convergência intertropical ativa, a temporada teve um dos primeiros começos registados, com uma depressão se desenvolvendo sobre o Mar de Andaman durante 4 de janeiro. Nos dias seguintes, o sistema mudou-se para o oeste e atingiu o Sri Lanka, onde enfraqueceu em uma área de baixa pressão. Ao longo dos próximos meses, a bacia permaneceu quieta, antes que a circulação ciclônica precursora da Depressão BOB 02 se desenvolvesse durante 18 de maio. À medida que a circulação ciclônica se desenvolveu, ajudou a monção sudoeste a avançar para o Mar de Andaman e partes da Baía de Bengala, antes de se desenvolver em uma depressão durante 21 de maio. A depressão teve vida curta e enfraqueceu-se em uma baixa remanescente, sobre a Baía de Bengala durante 23 de maio. A monção do sudoeste foi posteriormente atrasada por seis dias no estado indiano de Kerala e, finalmente, mudou-se sobre o estado durante o dia 6 de junho.  Nos dias seguintes, a monção aumentou ainda mais sobre a Baía de Bengala, enquanto foi intensificada sobre o Mar da Arábia pela formação da Tempestade Ciclônica Nanauk.   Em 18 de junho, a monção cobriu a maior parte do norte do Oceano Índico e partes de Gujarat, Konkan e Goa, Odisha, Jharkhand, Bihar e Gangetic West Bengal.
Durante 19 de junho, uma propagação para o leste da Oscilação Madden-Julian sobre o continente marítimo, levou ao desenvolvimento da primeira área de baixa pressão da estação nas partes costeiras de Bangladesh. Isso ajudou a monção que se instalou nos estados do nordeste da Índia e avançou para a Índia central.  Durante a última semana de junho, a monção enfraqueceu, o que levou ao surgimento de ondas de calor nas partes orientais da costa da Índia.  A monção subsequentemente começou a reviver à medida que interagia com os ventos do oeste de latitude média e avançou para partes do Himalaia e noroeste da Índia em 1º de julho.  Durante a primeira semana de julho, uma área de baixa pressão e várias circulações ciclônicas de ar superior fez com que a monção avançasse ainda mais, cobrindo Haryana, Madhya Pradesh, Punjab e Uttar Pradesh em 7 de julho. Nas duas semanas seguintes, um vale de baixa pressão e uma circulação ciclônica, ajudou a avançar a monção para as partes restantes do Mar da Arábia, centro e noroeste da Índia.  O Departamento Meteorológico da Índia (IMD) subsequentemente declarou que a monção cobriu toda a Índia em 17 de julho, cerca de dois dias depois do normal.
Uma mudança no padrão de circulação troposférica inferior sobre o Rajastão entre 16 e 17 de setembro, de ciclônica para anticiclônica, que indicou aos meteorologistas que as monções do sudoeste começaram a se retirar da região. Durante 23 de setembro, depois que Rajasthan permaneceu principalmente seco desde 17 de setembro, o IMD declarou que a retirada das monções do sudoeste havia começado. Ao longo das semanas seguintes, a monção retirou-se gradualmente do Mar da Arábia, partes do noroeste e centro da Índia, antes que a Tempestade Ciclônica Muito Severa de Hudhud se formasse em 7 de outubro. Depois que Hudhud se moveu para o norte e enfraqueceu em uma área de baixa pressão, as monções do sudoeste retiraram-se do resto da Índia, Sri Lanka e Norte do Oceano Índico em 18 de outubro.  Durante 18 de outubro, começaram as chuvas de monções do nordeste sobre Tamil Nadu e a vizinha Índia peninsular.

## Sistemas

### Depressão BOB 01
Sob a influência de uma Zona de Convergência Intertropical (ITCZ) ativa, um sistema de baixa pressão se formou sobre a Baía de Bengala em 2 de janeiro, organizando-se lentamente à medida que se movia para um ambiente favorável. Um Alerta de Formação de Ciclone Tropical (TCFA) foi emitido pelo Joint Typhoon Warning Center (JTWC). Em 4 de janeiro, o Departamento Meteorológico da Índia (IMD) deu início a seus avisos sobre a tempestade, designando-a Depressão BOB 01, seguida pelo JTWC classificando a tempestade como um ciclone tropical. A tempestade se intensificou um pouco mais, antes de atingir o norte do Sri Lanka em 6 de janeiro e degenerar em uma área de baixa pressão no dia seguinte.

A tempestade trouxe chuvas moderadas para o norte do Sri Lanka. Em 6 de janeiro, Vavuniya relatou a maior quantidade de chuva de 210 mm (8.3 in), seguido por Puttalam, Anuradhapura e Trincomalee recebendo 50 mm (2.0 in) cada. A depressão foi a primeira tempestade no Oceano Índico Norte a se formar no mês de janeiro desde a tempestade ciclônica Hibaru em 2005.

### Depressão BOB 02
Uma área de baixa pressão se formou sobre a Baía de Bengala em 19 de maio. Ele se consolidou lentamente, levando o IMD a classificá-lo como Depressão em 21 de maio, seguido pelo JTWC emitindo um Alerta de Formação de Ciclone Tropical (TCFA) nas horas seguintes. Ao longo do dia seguinte, a depressão continuou movendo-se norte-nordeste em direção a uma área de forte cisalhamento do vento vertical. O JTWC cancelou o TCFA emitido para o sistema, afirmando que o forte cisalhamento do vento fez com que a convecção começasse a se dissipar. A tempestade continuou perdendo convecção, até que enfraqueceu em uma área de baixa pressão bem marcada em 23 de maio. O sistema remanescente persistiu por mais vários dias, movendo-se sobre o estado indiano de Odisha no final de 25 de maio, antes de se dissipar no dia seguinte.
A depressão trouxe o alívio muito necessário para Odisha, que vinha sofrendo de uma onda de calor que atingiu pelo menos 22 vidas. Áreas costeiras relatavam anteriormente temperaturas próximas a 40 °C (104 °F) caiu abaixo de 30 °C (86 °F) durante a passagem do sistema. As fortes chuvas afetaram muitas áreas, incluindo 208 mm (8.2 in) em Bhawanipatna que experimentou temperaturas de 45 °C (113 °F) dias antes. A maior precipitação em 24 horas foi de 210 mm (8.3 in) em Baleswar. Seis distritos foram colocados em alerta de inundação devido às chuvas.  Uma ponte perto de Hatadahi, no distrito de Rayagada, foi destruída por uma enchente.

### Tempestade ciclônica Nanauk
Sob a influência de uma onda ativa de monções no sudoeste, uma área de baixa pressão se formou sobre o Mar da Arábia em 9 de junho. Ela se organizou lentamente e foi classificada como tempestade tropical 02A pelo JTWC nas primeiras horas de 10 de junho. Nas horas seguintes, o IMD atualizou a tempestade para depressão e, posteriormente, depressão profunda, designando-a "ARB 01". Em 11 de junho, o sistema foi atualizado para a intensidade da tempestade ciclônica e foi nomeado Nanauk pelo IMD, pois continuou a se intensificar sob condições ambientais favoráveis. No dia seguinte, Nanauk atingiu seu pico de intensidade com uma pressão central mínima de 986 hPa (29.1 inHg) e ventos sustentados de 3 minutos de 85 km/h (53 mph). Enquanto seguia para noroeste, a tempestade encontrou cisalhamento de vento vertical moderado, ar seco e baixas temperaturas da superfície do mar, fazendo com que enfraquecesse rapidamente em uma Depressão em 13 de junho. Um fluxo de direção de baixo nível desviou a tempestade para tomar um caminho para o norte, e o sistema foi notado pela última vez como uma área de baixa pressão bem marcada em 14 de junho.

### Depressão terrestre 01
Em 19 de julho, uma circulação ciclônica de nível superior se estendeu sobre a baía de Bengala a nordeste e partes de Gangetic West Bengal e Odisha. No dia seguinte, uma área de baixa pressão se formou, sob a influência dessa circulação ciclônica, e rapidamente se concentrou em uma Depressão durante o dia 21 de julho, sobre Odisha e Bengala Ocidental.  Nos dias seguintes, o sistema moveu-se para o oeste, antes de enfraquecer em uma área de baixa pressão durante 23 de julho sobre o noroeste de Madhya Pradesh. A área de baixa pressão posteriormente se fundiu com a monção durante 25 de julho, enquanto a circulação ciclônica persistiu em Rajasthan e Punjab, antes de ser observada pela última vez em 31 de julho.  Sob a influência da depressão, chuvas fortes a extremamente fortes foram registadas nos estados de Odisha, Chhattisgarh, Madhya Pradesh e Vidarbha.  Em Odisha, um total de 12 pessoas perderam a vida, enquanto cerca de 29,479 ha (72,840 acres) de plantações foram afetadas e 1.351 casas foram danificadas.

### Depressão Terrestre
Em 3 de agosto, uma área de baixa pressão formou-se sobre a Baía de Bengala sob a influência de uma circulação ciclônica de ar superior. O sistema lentamente se intensificou em uma depressão no dia seguinte, enquanto era localizado no interior de Midnapore. A depressão avançou mais para o interior, sofreu intensificação e foi elevada para uma depressão profunda no mesmo dia. A tempestade moveu-se mais para o oeste e enfraqueceu em uma depressão em 5 de agosto, e foi observada pela última vez como uma área de baixa pressão bem marcada em 7 de agosto sobre o noroeste de Madhya Pradesh.
A tempestade ativou uma situação de enchente em Odisha, afetando 12 distritos do estado. O alagamento foi relatado nas cidades de Cuttack e Bhubaneshwar, e quase 200 aldeias foram afetadas depois que o rio Baitarani inchou mais de dois metros acima do nível de perigo de inundação. O distrito de Sambalpur recebeu a maior quantidade de chuva em 336.8 mm (13.26 in), seguido pelo distrito de Balasore recebendo 226.4 mm (8.91 in). Sete pessoas desapareceram depois que duas traineiras naufragaram na costa. O governo estadual evacuou cerca de 17.000 pessoas de áreas baixas. 23 mortes foram relatadas devido a chuvas torrenciais.

### Tempestade ciclônica extremamente severa Hudhud
Sob a influência de uma circulação ciclônica de ar superior, uma área de baixa pressão se formou sobre o Mar de Andaman em 6 de outubro. O sistema derivou para o oeste e se intensificou em uma depressão e posteriormente em uma depressão profunda no dia seguinte, seguido pelo Joint Typhoon Warning Center (JTWC) emitindo um alerta de formação de ciclone tropical (TCFA). Devido às condições ambientais favoráveis, a tempestade se intensificou em uma tempestade ciclônica em 8 de outubro e foi chamada de Hudhud. Sua convecção se consolidou nas horas seguintes, e Hudhud se tornou uma tempestade ciclônica severa em 9 de outubro. Hudhud passou por um rápido aprofundamento nos dias seguintes, intensificou-se para uma tempestade ciclônica muito severa e desenvolveu uma feição ocular bem definida. Pouco antes do landfall perto de Visakhapatnam, Andhra Pradesh, em 12 de outubro, Hudhud atingiu seu pico de força com velocidades de vento de três minutos de 175 km/h (109 mph) e uma pressão central mínima de 950 hPa (28 inHg). O sistema derivou para o norte sobre a terra e foi notado pela última vez como uma área de baixa pressão bem marcada sobre o leste de Uttar Pradesh em 14 de outubro.
Hudhud trouxe grandes danos aos distritos costeiros de Andhra Pradesh. Pelo menos 124 mortes foram relatadas devido à tempestade e os danos totalizaram ₹ 21.908 crore (US $ 3,58 mil milhão).

### Tempestade ciclônica extremamente severa Nilofar
No final de outubro, uma área de baixa pressão se formou sobre o Mar da Arábia. Ele se consolidou lentamente e um Alerta de Formação de Ciclone Tropical (TCFA) foi emitido pelo Joint Typhoon Warning Center (JTWC) em 24 de outubro. No dia seguinte, o Departamento Meteorológico da Índia (IMD) classificou a tempestade como uma depressão, designando-a ARB 02, e o JTWC estimou os ventos de tempestade tropical no centro da tempestade, iniciando alertas para o sistema. Em 26 de outubro, o sistema permaneceu estacionário e se intensificou em uma depressão profunda. Posteriormente, o IMD relatou que a tempestade havia se intensificado para uma tempestade ciclônica e a chamou de Nilofar. No dia seguinte, o IMD transformou a tempestade em uma tempestade ciclônica severa e posteriormente em uma tempestade ciclônica muito severa, e o JTWC relatou ventos fortes de furacão no centro de Nilofar enquanto desenvolvia uma característica ocular. Em 28 de outubro, Nilofar passou por um rápido aprofundamento ao longo do dia, atingindo um pico de força de 950 mbar (28 inHg) com velocidades do vento superiores a 205 km/h (127 mph), empatado com Hudhud. Nos dias seguintes, a tempestade recurvou para nordeste e experimentou forte cisalhamento do vento vertical, fazendo com que enfraquecesse rapidamente em uma tempestade ciclônica mínima em 30 de outubro. O centro de circulação de baixo nível da tempestade ficou exposto nas horas seguintes e o IMD rebaixou a tempestade para uma área de baixa pressão bem marcada em 31 de outubro, emitindo seu comunicado final para o sistema.

### Depressão profunda BOB 04
Durante 3 de novembro, uma área de baixa pressão se desenvolveu sobre a Baía de Bengala, sob a influência das condições ativas de monções do nordeste. Em 5 de novembro, o IMD identificou o sistema como uma depressão e o designou com o identificador 'BOB 04'. Em seguida, o JTWC emitiu um TCFA e, posteriormente, iniciou os avisos sobre o sistema. O JTWC designou-o como '05B' e relatou 35 kn (65 km/h; 40 mph) ventos em torno do centro em 6 de novembro. Mais tarde naquele dia, o IMD atualizou o BOB 04 em uma depressão profunda. O sistema derivou para o norte ao longo dos próximos dias, mantendo sua intensidade. Localizado entre duas cristas subtropicais, BOB 04 apresentou principalmente movimento quase estacionário. No entanto, apesar das condições adequadamente favoráveis para uma maior intensificação, BOB 04 não conseguiu intensificar ainda mais. Isso resultou na degradação do sistema pelo IMD para uma Depressão e posteriormente para uma área de baixa pressão em 8 de novembro.

## Efeitos sazonais
Esta é uma tabela de todas as tempestades na temporada de ciclones de 2014 no Oceano Índico Norte. Ele menciona todas as tempestades da temporada e seus nomes, durações, intensidades de pico (de acordo com a escala de tempestade do IMD), aterragem (s) - denotado por nomes de locais em negrito - danos e totais de morte. Os totais de danos e mortes incluem os danos e mortes causados quando aquela tempestade era uma onda precursora ou baixa extratropical, e todos os números de danos são em 2014 USD.
| Nome                | Datas ativo                  | Classificação máxima                     | Velocidade de vento sustentados | Pressão               | Áreas afetadas                                       | Danos (USD)       | Fatalidades | Refs                               |
| ------------------- | ---------------------------- | ---------------------------------------- | ------------------------------- | --------------------- | ---------------------------------------------------- | ----------------- | ----------- | ---------------------------------- |
| BOB 01              | 4 de janeiro – 7             | Depression                               | 45 km/h (30 mph)                | 1004 hPa (29.65 inHg) | Sri Lanka                                            | Menor             | Nenhum      |                                    |
| BOB 02              | 21 de maio – 23              | Depression                               | 45 km/h (30 mph)                | 1000 hPa (29.53 inHg) | Ilhas Andaman e Nicobar, Índia                       | Menor             | Nenhum      |                                    |
| Nanauk              | 10 de junho – 14             | Cyclonic storm                           | 85 km/h (50 mph)                | 986 hPa (29.11 inHg)  | Paquistão, Omã                                       | Nenhum            | Nenhum      |                                    |
| LAND 01             | 21 de julho – 22             | Depression                               | 45 km/h (30 mph)                | Não específicado      | Índia                                                | Menor             | 12          | [ 1 ]                              |
| LAND 02             | 4 de agosto – 7              | Depressão profunda                       | 55 km/h (35 mph)                | Not Specified         | India                                                | Menor             | 47          | [ 1 ]                              |
| Hudhud              | 7 de outubro – 14            | Tempestade ciclônica extremamente severa | 185 km/h (115 mph)              | 950 hPa (28.05 inHg)  | Ilhas Andaman e Nicobar, Índia, Visakhapatnam, Nepal | $3 580 000 000    | 124         | [ 26 ] [ 41 ] [ 42 ] [ 43 ] [ 44 ] |
| Nilofar             | 25 de outubro – 31           | Tempestade ciclônica extremamente severa | 205 km/h (125 mph)              | 950 hPa (28.05 inHg)  | India, Pakistan                                      | Menor             | Nenhum      |                                    |
| BOB 04              | 5 de novembro – 8            | Depressão profunda                       | 55 km/h (35 mph)                | 1000 hPa (29.53 inHg) | Nenhum                                               | Nenhum            | Nenhum      |                                    |
| Totais da temporada |                              |                                          |                                 |                       |                                                      |                   |             |                                    |
| 8 sistemas          | 4 de janeiro – 8 de Novembro |                                          | 205 km/h (125 mph)              | 950 hPa (28.05 inHg)  |                                                      | $3.58 mil milhões | 183         |                                    |